# Castilleja pilosa
Castilleja pilosa là loài thực vật có hoa thuộc họ Cỏ chổi. Loài này được (S.Watson) Rydb. mô tả khoa học đầu tiên năm 1900.